# Karel Jarolím
Karel Jarolím (ur. 23 sierpnia 1956 w Čáslaviu) – czechosłowacki piłkarz i trener piłkarski. 13-krotnie wystąpił w reprezentacji Czechosłowacji i strzelił w niej 2 gole.